# 伯森 (加利福尼亞州)
伯森（英語：Burson）是位於美國加利福尼亞州卡拉韋拉斯縣的一個非建制地區。該地的面積和人口皆未知。

## 地理
伯森的座標為38°11′02″N 120°53′26″W / 38.18389°N 120.89056°W，而該地的平均海拔高度為77米（即252英尺）。